# Misterio en el barco perdido
Misterio en el barco perdido (título original: The Wreck of the Mary Deare) es una película inglesa de 1959 dirigida por Michael Anderson y protagonizada por Gary Cooper y Charlton Heston.

## Argumento
John Sands y Mike Duncan navegan en su barco por el Canal de la Mancha y encuentran una nave perdida y deciden acercarse. Sands sube a bordo para hacerse con el barco, lo que evita el primer oficial Gideon Patch. Debido a la tormenta, Sands debe permanecer luego a bordo de un barco misterioso y junto a un hombre extraño. Tras dejar encallado el barco en un arrecife para evitar que se hundiera, ya que estaba muy dañado, Sands va descubriendo los acontecimientos.
Sands descubre que Patch tiene antecedentes criminales y que fue elegido como chivo expiatorio para un crimen orquestado por los dueños del barco. Estos sabotearon el barco con el propósito de hundirlo y así cobrar el elevado seguro de unos modernos motores de aviación que transportaba el barco. En realidad los motores ya no iban en el barco: se habían vendido a la China Roja, que buscaba motores tan modernos.
El capitán, el segundo oficial Higgins y el resto de la tripulación conocían la operación. Durante el sabotaje murieron siete personas ajenos a él. Sands descubre también que Patch mató al capitán en defensa propia, el cual iba a matarlo porque iba a descubrir la conspiración, mientras que el resto abandonaría más tarde el barco tras agredir a Patch y para luego responsabilizarlo de los hechos ante las autoridades.  
Durante la investigación otra compañía marítima encuentra el barco, lo que lleva a la suspensión temporal de la investigación hasta que se aclaren las nuevas circunstancias. Sin embargo, deciden dejar a Higgins y a los demás a bordo, porque están inclinados a creerlos a causa de los antecedentes de Patch. Por ello, para evitar que se salgan con la suya, deciden volver más tarde al "barco perdido" a bordo del de Sands, con equipo de buceo para encontrar la prueba del crimen, inspeccionando la sentina, junto al almacén, inundado de agua a causa del sabotaje, descubriendo que solo hay piedras en las cajas donde deberían estar los motores.  En ese momento, Higgins y parte de sus hombres los descubren e intentan matarlos en un intento de evitar a ir a la cárcel por sus actos, con la intención de hundir definitívamente el barco, como ya tenían planeado antes.
Sin embargo son vencidos. Después sacan todo a la luz ante la compañía descubridora del barco, que también es de la competencia, la cual actúa entonces correspondientemente. Se insinúa que todos los miembros de la conspiración serán arrestados y acusados por el crimen, que Patch podrá ahora salvar su título como oficial de un barco y ascender a ser capitán de uno, mientras que Sands y su socio recibirán la recompensa monetaria por su papel en haber destapado el crimen.

## Reparto
- Gary Cooper - Gideon Patch
- Charlton Heston - John Sands
- Michael Redgrave - Sr. Nyland
- Emlyn Williams - Sir Wilfred Falcett
- Cecil Parker - El Director
- Richard Harris - Higgins
- Alexander Knox - Petrie
- Virginia McKenna - Janet Taggart
- Ben Wright - Mike Duncan
- Peter Illing - Gunderson

## Producción
Al principio había planes de hacer la película con Alfred Hitchcock, pero él convenció a los ejecutivos de MGM de hacer en vez de ello North by Northwest (1959), motivado por el hecho que le entusiasmaba tanto ese guion que se convirtió luego en película a través de él. De esa manera tardaron 10 años en hacerse bajo otro director, Michael Anderson.
Para la película fue reclutado en Hollywood por primera vez Richard Harris en un papel destacado, lo que fue el principio de su brillante carrera hasta que finalmente consiguió el estrellato en 1964. Una vez comenzado el rodaje, se suspendió varias veces debido a las enfermedades frecuentes de Gary Cooper. Cabe también destacar que, aun así, Cooper hizo todas sus escenas sin dobles, lo que impresionó a Charlton Heston.

## Recepción
La película en su momento de estreno tuvo éxito.